# Sychrov (nádraží)
Sychrov je železniční stanice v Radimovicích (do roku 1990 část obce Sychrov). Leží v km 132,074 neelektrizované trati Pardubice–Liberec mezi zastávkami Sedlejovice a Doubí u Turnova. Ve stanici se nachází Sychrovský viadukt (na hodkovickém zhlaví) a Sychrovský tunel (na turnovském záhlaví). Stanice leží v nadmořské výšce 336 m n. m. Stanice je zařazena do integrovaného dopravního systému IDOL.

## Historie
Stanice byla otevřena 1. května 1859 a vlastnily ji tehdy Süd-Norddeutche Verbindungsbahn (česky Jihoseveroněmecká spojovací dráha) (SNDVB). Původní zastávka Sichrow byla vybavena rozšířeným strážním domkem č. 160 na západní (levé) straně kolejiště a dřevěnými záchody. Strážní domek byl zbořen v roce 2014. V dalším období byla v zastávce položena objízdná kolej o délce 275 m a kusá kolej o délce 50 m. Zastávka byla přeměněna na výhybnu a v roce 1896 v ní postavena nová výpravní budova na pravé straně kolejí. Do roku 1918 byla napojena na objízdnou kolej č. 2 prodloužená kusá kolej č. 4. V roce 1921 byly prodlouženy koleje č. 2 na 379 m, č. 4 na 181 m a dopravní kolej č. 1 byla prodloužena na 379 m. Současně probíhala rekonstrukce zabezpečovacího zařízení, jehož aktivace byla zahájena 25. května 1923. Vedle dopravní budovy bylo postaveno stavědlo. U kusé koleje č. 4 bylo v roce 1923 postaveno firmou Hospodářské družstvo skladištní pro okres Česko Dubský a okolí soukromé skladiště a v roce 1933 v blízkosti okresní silnice další skladiště. Třicetimetrovou vzdálenost mezi skladištními budovami spojovala úzkorozchodná vozíková dráha.
Po zabrání Sudet v roce 1938 až do okupace Československa v březnu 1938 se Sychrov stal příhraniční stanicí s celním úřadem.  V letech 1939–1945 (v období druhé světové války) byla nazývaná Sichrow. V roce 1941 bylo postaveno nové skladiště obilí s mostovou váhou, prodejnou a bytem pro správce.
V šedesátých letech 20. století byla postavena kusá kolej v prostoru zbouraného skladu Hospodářského družstva. V sedmdesátých letech byla výpravní budova omítnuta brizolitovou omítkou a koncem roku 1978 byla instalováno nové reléové zabezpečovací zařízení.
Do roku 2010 byly ve stanici tři průjezdné koleje a jedna kusá kolej. Hlavní kolej č. 1 byla 258 m dlouhá, kolej č. 2 byla 206 m dlouhá, manipulační kolej měla délku 174 m a z ní odbočující kusá kolej měla délku 50 m. Rekonstrukce byly provedeny v roce 2010 a 2011. V roce 2015 bylo vybudováno nástupiště u koleje č. 1 v délce 266 m u koleje č. 2 v délce 199 m a průjezdná manipulační kolej byla změněna na kusou kolej.
V roce 2022 byly ve stanici dvě dopravní koleje se sypanými nástupišti 100 m dlouhým u koleje č.1 a 90 m u koleje č. 2 a dvě kusé koleje č. 4 a 6. Ve stanici je reléové zabezpečovací zařízení typu AŽD 71. Ve směru do Turnova je automatické hradlo AHP-03s návěstním bodem v zastávce Doubí u Turnova.

## Popis
Stanice je mezilehlá a nachází se v ní dvě dopravní koleje a dvě kusé manipulační koleje. Stanice leží v oblouku. Jsou v ní dvě jednostranné nástupiště, první měří 100 metrů, druhé 90 metrů. Ve stanici je čekárna. Návaznou dopravu má před staniční budovou. Stanici provozuje Správa železnic.

### Výpravní budova
V původní zastávce nahrazoval výpravní budovu větší strážní domek (v plánech označovaný jako excentrický) podle návrhu inženýra Franze Riesemanna. Zděný strážní domek byl postaven na půdorysu obdélníku se sedlovou střechou. Byl rozdělen na vstupní místnost (vstup od kolejiště) a dva pokoje. Ze štítové strany se vstupovalo do další samostatné místnosti. Samostatně v blízkosti domku byly postaveny dřevěné záchody. Obsazen byl strážníkem–výpravčím. V roce 1882 byla k strážnímu domku přistavěna veranda. Demolice strážního domku byla provedena ve dnech 10. až 16. listopadu 2014.
S přeměnou zastávky na výhybnu vypracovalo stavební oddělení SNDVB ve Vídni s využitím stavebních normálií ÖNWB návrh nové výpravní budovy IV. třídy (leden 1896) a předalo jej ke schválení ministerstvu železnic. Po schválení a dalších jednáních bylo v dubnu 1896 vydáno stavební povolení. Po výběrovém řízení byla 27. července 1896 stavba zadána liberecké firmě Ernst Schärfer, která ji dokončila ji 1. listopadu 1896.  Patrová zděná výpravní budova byla postavena na půdorysu písmene T a byla ukončena sedlovou střechou. Stavba byla omítaná členěna kvádrovou rustikou (bosované přízemí a nároží) s okny v obdélných šambránách se záklenky. Vstupem od kolejiště v dvouosém křídle se vcházelo do čekárny třetí třídy s pokladním okénkem a vstupem do čekárny pro první a druhou třídu. V kolmém křídle byl od kolejiště samostatný vstup do dopravní kanceláře. V patře byl dvoupokojový byt s kuchyní pro přednostu stanice. Pro jeho zástupce byl byt v podkroví. Po vybudování příjezdové silnice v roce 1903 byl zřízen vstup do haly od této silnice. V hale bylo pokladní okénko a vstup do čekárny třetí třídy, přes kterou se vstupovalo do čekárny druhé třídy. V sedmdesátých letech 20. století byla výpravní budova omítnuta břizolitem. V roce 2020 proběhla částečná rekonstrukce budovy. Fasáda získala modrobílou fasádu a okna byla vyměněna za plastová.

## Galerie

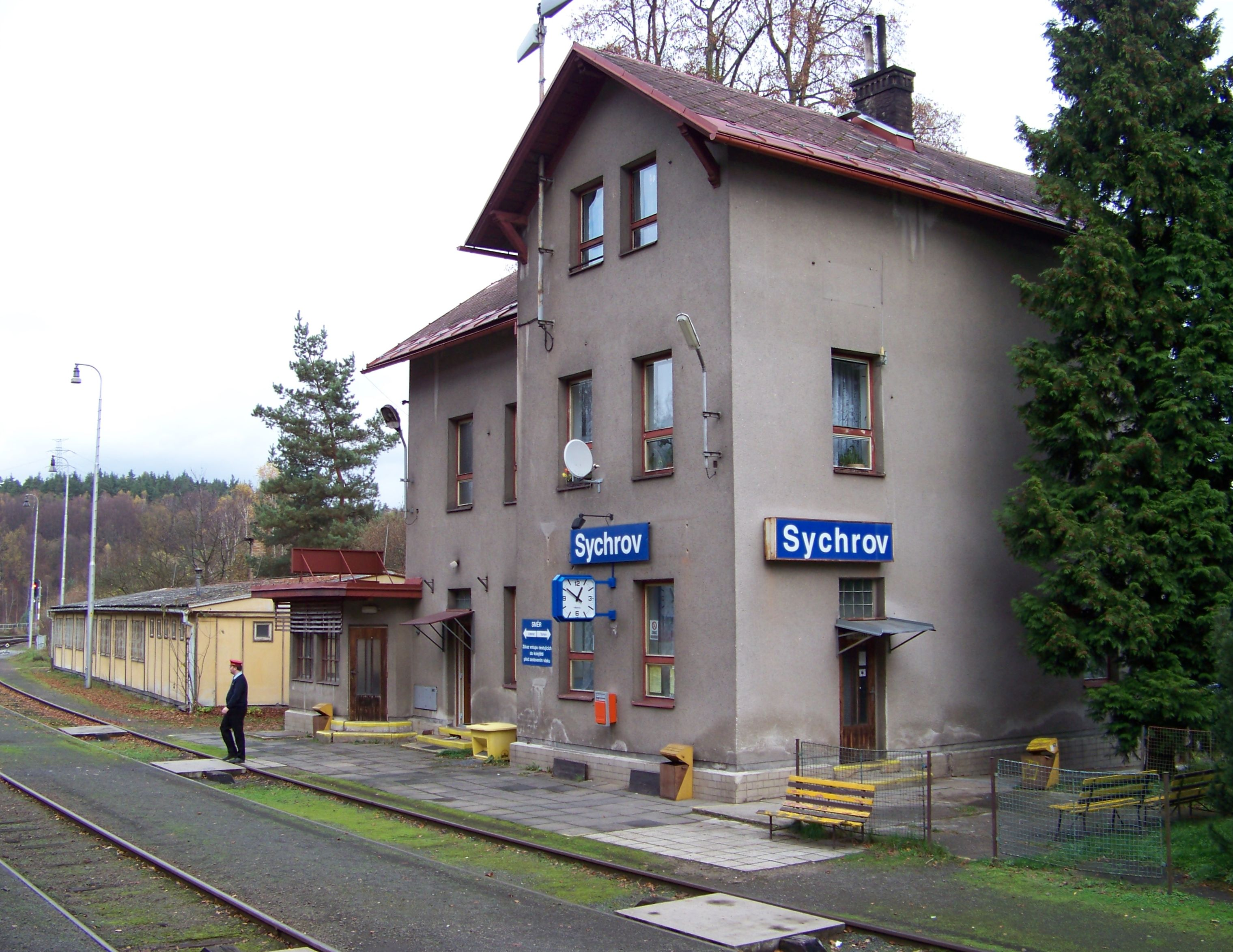
Nádražní budova v roce 2013
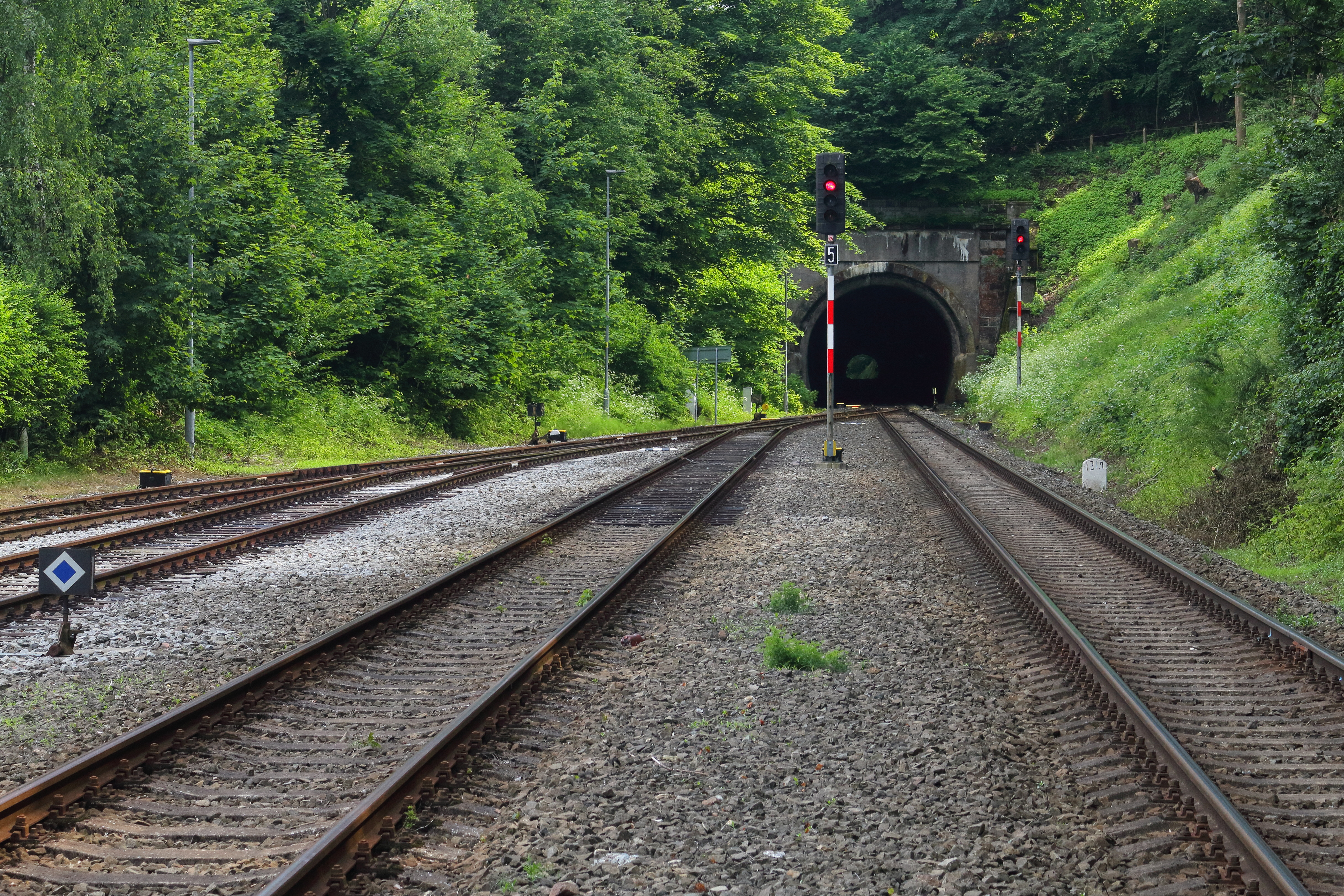
Sychrovský tunel od nádraží
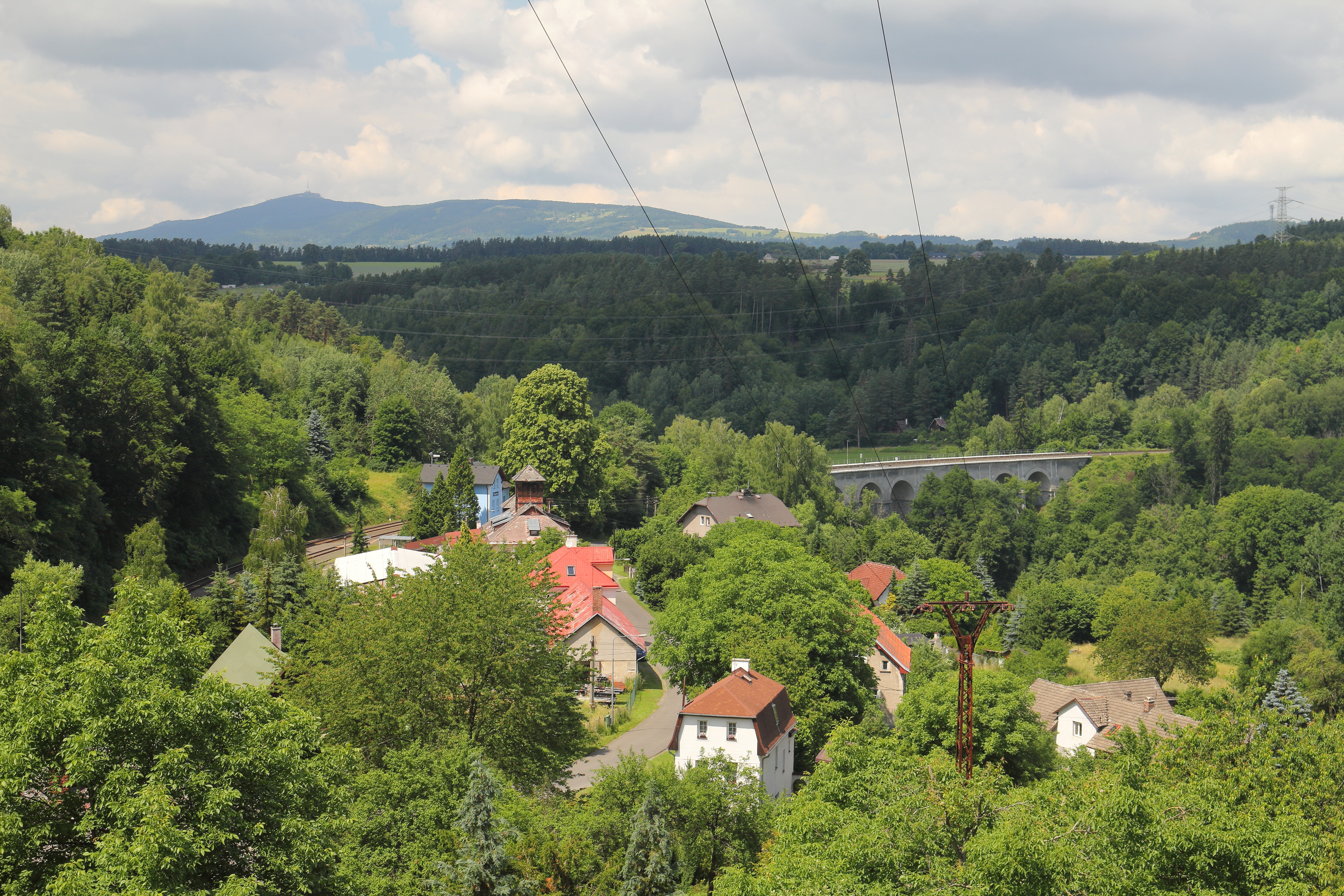
Pohled na část obce Radimovice s nádražím a Sychrovským viaduktem

## Provozní informace

### Odbavení cestujících
Stanice nezajišťuje odbavení (nelze koupit jízdenky), odbavení cestujících se provádí ve vlaku.

### Přístup
Přístup do budovy stanice (včetně přístřešku před povětrnostními vlivy) není bezbariérový. Bezbariérový přístup není na žádné nástupiště (dle ČSN 73 4959).

## Doprava
Zastávku obsluhují osobní vlaky. Rychlíky stanicí projíždějí. Méně častá je zde nákladní doprava.[zdroj?] Osobní vlaky odsud jezdí do Jičína, Liberce, Lomnice nad Popelkou, Turnova, Semil a Staré Paky.